# Орошорци
Орошорци или Рошорвци (енгл. Oroshoris, рус. Орошорцы) су народ из памирске групе иранских народа који живи у државама централне Азије, а највећи број њих тренутно живи на просторима планине Памир.

## Станиште и поријекло
Орошорци као народ живе на планини Памир у горњим крајевима реке Бартанг и њених притока Кудара и Танимас, сјеверно од села која насељавају блиско сродни Бартангци, од Кудара до Орошора (или Рошорва) и Јапшорва. Административно, ова насеља припадају селу Совње које припада аутономном региону Горно-Бадахшан у Таџикистану.

## Становништво
Према лингвисти Х. Курбанову, становништво Орошораца се рангира са народима који имају мало изнад 2.000 становника. Ови подаци су изнесени 1972. године. Од тада нема поузданих информација о тачном броју припадника овог народа.

## Језик
Орошорски језик припада северној или хугнинско-рошанској групи језика или како је још називају, сјеверна група памирских језика, иранске групе индоевропске породице језика. Језички гледано, њихов језик је заузео положај између језика Бартангаца и Сарикола, али је прије ближи по фонетици  првом наведеном језику. У неким језичким подручјима Орошорци се сматрају територијалном подгрупом Бартангаца. Најближи сусједи Орошораца су Киргизи. Постоје и докази међусобног лингвистичког утицаја.
Први писани докази о постојању орошорског језика датирају из 1914. године када је објављен извештај о експедицији на Памир лингвиста Р. Готоа и И. Зарубина. Међутим, није било систематских истраживања у већем обиму. Тако су Орошорци, као такви остали, најмање проучени памирски народ. Што се тиче њиховог језика, појавиле су се само неке текстуалне публикације И. Зарубина (1927. и 1930. године).